# Trapani Calcio 1993-1994
Questa pagina raccoglie i dati riguardanti il Trapani Calcio nelle competizioni ufficiali della stagione 1993-1994.

## Stagione
Nella stagione 1993-1994 l'Associazione Sportiva Trapani disputò il campionato di Serie C2, raggiungendo il 1º posto e la relativa promozione in C1.

## Divise e sponsor
I colori sociali dell'Associazione Sportiva Trapani sono il granata ed il bianco.
| Casa | Trasferta |

## Rosa[1]
| N. |                   | Ruolo | Calciatore           |
| -- | ----------------- | ----- | -------------------- |
|    | Italia (bandiera) | P     | Giovanni Guaiana     |
|    | Italia (bandiera) | P     | Nicola Polessi       |
|    | Italia (bandiera) | D     | Castrenze Campanella |
|    | Italia (bandiera) | D     | Mattia Esposito      |
|    | Italia (bandiera) | D     | Vito Incrivaglia     |
|    | Italia (bandiera) | D     | Filippo Cavataio     |
|    | Italia (bandiera) | D     | Andrea Ciaramella    |
|    | Italia (bandiera) | D     | Alberto Amoroso      |
|    | Italia (bandiera) | D     | Gianluca Pizzurro    |
|    | Italia (bandiera) | D     | Saverio Spada        |
|    | Italia (bandiera) | D     | Marco Scifo          |
|    | Italia (bandiera) | C     | Carmelo Formisano    |

| N. |                   | Ruolo | Calciatore             |
| -- | ----------------- | ----- | ---------------------- |
|    | Italia (bandiera) | C     | Domenico Giacomarro    |
|    | Italia (bandiera) | C     | Salvatore Tedesco      |
|    | Italia (bandiera) | C     | Gaetano Vasari         |
|    | Italia (bandiera) | C     | Antonio Di Meo         |
|    | Italia (bandiera) | C     | Vincenzo De Sio        |
|    | Italia (bandiera) | A     | Gaetano Capizzi        |
|    | Italia (bandiera) | A     | Antonino Barraco       |
|    | Italia (bandiera) | A     | Rosario Cervillera     |
|    | Italia (bandiera) | A     | Massimilano Scichilone |
|    | Italia (bandiera) | A     | Sandro Telami          |

## Risultati

### Campionato

#### Girone di andata
| Torre del Greco 12 settembre 1993 1ª giornata | Turris | 0 – 0 | Trapani | Stadio Amerigo Liguori |

| Erice 19 settembre 1993 2ª giornata                                              | Trapani   | 3 – 0 | Vigor Lamezia | Stadio Polisportivo Provinciale |
| \| \| \| \| \| Ciaramella 28’ Barraco 39’ (rig.) Cavataio 49’ \| Marcatori \| \| |           |       |               |                                 |
|                                                                                  |           |       |               |                                 |
| Ciaramella 28’ Barraco 39’ (rig.) Cavataio 49’                                   | Marcatori |       |               |                                 |

| Molfetta 26 settembre 1993 3ª giornata                            | Molfetta  | 1 – 2                  | Trapani | Stadio Paolo Poli |
| \| \| \| \| \| Pilò 10’ \| Marcatori \| 26’ Barraco 75’ Vasari \| |           |                        |         |                   |
|                                                                   |           |                        |         |                   |
| Pilò 10’                                                          | Marcatori | 26’ Barraco 75’ Vasari |         |                   |

| Erice 3 ottobre 1993 4ª giornata                                   | Trapani   | 1 – 2                | Akragas | Stadio Polisportivo Provinciale |
| \| \| \| \| \| Barraco 69’ \| Marcatori \| 51’, 76’ Castiglione \| |           |                      |         |                                 |
|                                                                    |           |                      |         |                                 |
| Barraco 69’                                                        | Marcatori | 51’, 76’ Castiglione |         |                                 |

| Formia 10 ottobre 1993 5ª giornata                              | Formia    | 1 – 1       | Trapani | Stadio Nicola Perrone |
| \| \| \| \| \| Luceri 83’ (rig.) \| Marcatori \| 75’ Capizzi \| |           |             |         |                       |
|                                                                 |           |             |         |                       |
| Luceri 83’ (rig.)                                               | Marcatori | 75’ Capizzi |         |                       |

| Erice 17 ottobre 1993 6ª giornata                                           | Trapani   | 1 – 2                  | Astrea | Stadio Polisportivo Provinciale |
| \| \| \| \| \| Barraco 13’ (rig.) \| Marcatori \| 57’ Centrone 77’ Greco \| |           |                        |        |                                 |
|                                                                             |           |                        |        |                                 |
| Barraco 13’ (rig.)                                                          | Marcatori | 57’ Centrone 77’ Greco |        |                                 |

| Erice 24 ottobre 1993 7ª giornata                                     | Trapani   | 3 – 0 | Monopoli | Stadio Polisportivo Provinciale |
| \| \| \| \| \| Cavataio 35’ Barraco 35’ Vasari 89’ \| Marcatori \| \| |           |       |          |                                 |
|                                                                       |           |       |          |                                 |
| Cavataio 35’ Barraco 35’ Vasari 89’                                   | Marcatori |       |          |                                 |

| Battipaglia 7 novembre 1993 8ª giornata      | Battipagliese | 1 – 0 | Trapani | Stadio Luigi Pastena |
| \| \| \| \| \| Danese 28’ \| Marcatori \| \| |               |       |         |                      |
|                                              |               |       |         |                      |
| Danese 28’                                   | Marcatori     |       |         |                      |

| Erice 14 novembre 1993 9ª giornata                                  | Trapani   | 4 – 0 | Sora | Stadio Polisportivo Provinciale |
| \| \| \| \| \| Barraco 29’, 51’ Capizzi 32’, 43’ \| Marcatori \| \| |           |       |      |                                 |
|                                                                     |           |       |      |                                 |
| Barraco 29’, 51’ Capizzi 32’, 43’                                   | Marcatori |       |      |                                 |

| Catanzaro 21 novembre 1994 10ª giornata                                      | Catanzaro | 1 – 2                     | Trapani | Stadio Nicola Ceravolo |
| \| \| \| \| \| Marzi 41’ (rig.) \| Marcatori \| 59’ Campanella 87’Barraco \| |           |                           |         |                        |
|                                                                              |           |                           |         |                        |
| Marzi 41’ (rig.)                                                             | Marcatori | 59’ Campanella 87’Barraco |         |                        |

| Erice 28 novembre 1993 11ª giornata                       | Trapani   | 1 – 1       | Licata | Stadio Polisportivo Provinciale |
| \| \| \| \| \| Capizzi 74’ \| Marcatori \| 39’ Matrone \| |           |             |        |                                 |
|                                                           |           |             |        |                                 |
| Capizzi 74’                                               | Marcatori | 39’ Matrone |        |                                 |

| Cerveteri 5 dicembre 1993 12ª giornata                                 | Cerveteri | 1 – 2                    | Trapani | Stadio Enrico Galli |
| \| \| \| \| \| Pomponi 60’ \| Marcatori \| 43’ Cavataio 57’ Capizzi \| |           |                          |         |                     |
|                                                                        |           |                          |         |                     |
| Pomponi 60’                                                            | Marcatori | 43’ Cavataio 57’ Capizzi |         |                     |

| Erice 12 dicembre 1993 13ª giornata             | Trapani   | 1 – 0 | Sangiuseppese | Stadio Polisportivo Provinciale |
| \| \| \| \| \| Azzarelli 88’ \| Marcatori \| \| |           |       |               |                                 |
|                                                 |           |       |               |                                 |
| Azzarelli 88’                                   | Marcatori |       |               |                                 |

| Torre Annunziata 19 dicembre 1993 14ª giornata          | Savoia    | 0 – 1                 | Trapani | Stadio Alfredo Giraud |
| \| \| \| \| \| \| Marcatori \| 41’ (rig.) Giacomarro \| |           |                       |         |                       |
|                                                         |           |                       |         |                       |
|                                                         | Marcatori | 41’ (rig.) Giacomarro |         |                       |

| Erice 19 dicembre 1993 15ª giornata                       | Trapani   | 1 – 1        | Trani | Stadio Polisportivo Provinciale |
| \| \| \| \| \| Vasari 28’ \| Marcatori \| 49’ Cipriani \| |           |              |       |                                 |
|                                                           |           |              |       |                                 |
| Vasari 28’                                                | Marcatori | 49’ Cipriani |       |                                 |

| Bisceglie 23 gennaio 1993 16ª giornata                   | Bisceglie | 0 – 2                  | Trapani | Stadio Gustavo Ventura |
| \| \| \| \| \| \| Marcatori \| 38’ Barraco 41’ Vasari \| |           |                        |         |                        |
|                                                          |           |                        |         |                        |
|                                                          | Marcatori | 38’ Barraco 41’ Vasari |         |                        |

| Erice 30 gennaio 1994 17ª giornata | Trapani | 0 – 0 | Fasano | Stadio Polisportivo Provinciale |

#### Girone di ritorno
| Erice 6 febbraio 1994 18ª giornata                                       | Trapani   | 4 – 0 | Turris | Stadio Polisportivo Provinciale |
| \| \| \| \| \| Capizzi 15’ Vasari 22’, 30’ De Sio 75’ \| Marcatori \| \| |           |       |        |                                 |
|                                                                          |           |       |        |                                 |
| Capizzi 15’ Vasari 22’, 30’ De Sio 75’                                   | Marcatori |       |        |                                 |

| Lamezia Terme 13 febbraio 1994 19ª giornata                                                               | Vigor Lamezia | 3 – 3                            | Trapani | Stadio Guido D'Ippolito |
| \| \| \| \| \| Bassarelli 21’, 39’ Galeano 23’ (rig.) \| Marcatori \| 9’ De Sio 18’ Vasari 29’ Barraco \| |               |                                  |         |                         |
| |               |                                  |         |                         |
| Bassarelli 21’, 39’ Galeano 23’ (rig.)                                                                    | Marcatori     | 9’ De Sio 18’ Vasari 29’ Barraco |         |                         |

| Erice 20 febbraio 1994 20ª giornata                  | Trapani   | 1 – 0 | Molfetta | Stadio Polisportivo Provinciale |
| \| \| \| \| \| Barraco 60’ (rig.) \| Marcatori \| \| |           |       |          |                                 |
|                                                      |           |       |          |                                 |
| Barraco 60’ (rig.)                                   | Marcatori |       |          |                                 |

| Agrigento 6 marzo 1994 21ª giornata                            | Akragas   | 1 – 1              | Trapani | Stadio Esseneto |
| \| \| \| \| \| Conte 22’ \| Marcatori \| 50’ (aut.) Pacioni \| |           |                    |         |                 |
|                                                                |           |                    |         |                 |
| Conte 22’                                                      | Marcatori | 50’ (aut.) Pacioni |         |                 |

| Erice 13 marzo 1994 22ª giornata             | Trapani   | 1 – 0 | Formia | Stadio Polisportivo Provinciale |
| \| \| \| \| \| Vasari 25’ \| Marcatori \| \| |           |       |        |                                 |
|                                              |           |       |        |                                 |
| Vasari 25’                                   | Marcatori |       |        |                                 |

| Roma 20 marzo 1994 23ª giornata                                                                                                 | Astrea    | 4 – 2                             | Trapani | Stadio Giuseppe Falcone |
| \| \| \| \| \| Mattiuzzo 15’ Polidori 44’ Cordelli 46’ Ferretti 57’ (rig.) \| Marcatori \| 11’ (rig.) Barraco 53’ Scichilone \| |           |                                   |         |                         |
| |           |                                   |         |                         |
| Mattiuzzo 15’ Polidori 44’ Cordelli 46’ Ferretti 57’ (rig.)                                                                     | Marcatori | 11’ (rig.) Barraco 53’ Scichilone |         |                         |

| Monopoli 27 marzo 1994 24ª giornata | Atletico Monopoli | 0 – 0 | Trapani | Stadio Vito Simone Veneziani |

| Erice 10 aprile 1994 25ª giornata                             | Trapani   | 2 – 0 | Battipagliese | Stadio Polisportivo Provinciale |
| \| \| \| \| \| Esposito 68’ Ciaramella 90’ \| Marcatori \| \| |           |       |               |                                 |
|                                                               |           |       |               |                                 |
| Esposito 68’ Ciaramella 90’                                   | Marcatori |       |               |                                 |

| Sora 17 aprile 1994 26ª giornata                | Sora      | 2 – 0 | Trapani | Stadio Claudio Tomei |
| \| \| \| \| \| Luiso 6’, 58’ \| Marcatori \| \| |           |       |         |                      |
|                                                 |           |       |         |                      |
| Luiso 6’, 58’                                   | Marcatori |       |         |                      |

| Erice 24 aprile 1994 27ª giornata            | Trapani   | 1 – 0 | Catanzaro | Stadio Polisportivo Provinciale |
| \| \| \| \| \| Vasari 82’ \| Marcatori \| \| |           |       |           |                                 |
|                                              |           |       |           |                                 |
| Vasari 82’                                   | Marcatori |       |           |                                 |

| Licata 1º maggio 1994 28ª giornata | Licata | 0 – 0 | Trapani | Stadio Dino Liotta |

| Erice 15 maggio 1994 29ª giornata                                     | Trapani   | 3 – 0 | Cerveteri | Stadio Polisportivo Provinciale |
| \| \| \| \| \| Campanella 3’ Vasari 5’ Capizzi 22’ \| Marcatori \| \| |           |       |           |                                 |
|                                                                       |           |       |           |                                 |
| Campanella 3’ Vasari 5’ Capizzi 22’                                   | Marcatori |       |           |                                 |

| San Giuseppe Vesuviano 22 maggio 1994 30ª giornata | Sangiuseppese | 0 – 0 | Trapani | Campo Comunale Murialdo |

| Erice 29 maggio 1994 31ª giornata                    | Trapani   | 1 – 0 | Savoia | Stadio Polisportivo Provinciale |
| \| \| \| \| \| Barraco 47’ (rig.) \| Marcatori \| \| |           |       |        |                                 |
|                                                      |           |       |        |                                 |
| Barraco 47’ (rig.)                                   | Marcatori |       |        |                                 |

| Trani 5 giugno 1994 32ª giornata               | Trani     | 1 – 0 | Trapani | Stadio Nicola Lapi |
| \| \| \| \| \| Cipriani 46’ \| Marcatori \| \| |           |       |         |                    |
|                                                |           |       |         |                    |
| Cipriani 46’                                   | Marcatori |       |         |                    |

| Erice 12 giugno 1994 33ª giornata                                      | Trapani   | 2 – 1         | Bisceglie | Stadio Polisportivo Provinciale |
| \| \| \| \| \| Barraco 42’ Vasari 75’ \| Marcatori \| 57’ Chiarella \| |           |               |           |                                 |
|                                                                        |           |               |           |                                 |
| Barraco 42’ Vasari 75’                                                 | Marcatori | 57’ Chiarella |           |                                 |

| Fasano 19 giugno 1994 34ª giornata                                                        | Fasano    | 3 – 1    | Trapani | Stadio Vito Curlo |
| \| \| \| \| \| De Napoli 39’ De Napoli 76’ (rig.), 85’ (rig.) \| Marcatori \| 7’ Spada \| |           |          |         |                   |
|                                                                                           |           |          |         |                   |
| De Napoli 39’ De Napoli 76’ (rig.), 85’ (rig.)                                            | Marcatori | 7’ Spada |         |                   |

### Amichevole
| Erice 15 giugno 1994                                                         | Trapani   | 2 – 2            | Porto | Stadio Polisportivo Provinciale |
| \| \| \| \| \| S. Tedesco 5’ Barraco 35’ \| Marcatori \| 15’, 61’ Timofte \| |           |                  |       |                                 |
|                                                                              |           |                  |       |                                 |
| S. Tedesco 5’ Barraco 35’                                                    | Marcatori | 15’, 61’ Timofte |       |                                 |

### Campionato

#### Girone di andata
- 12 settembre: Turris-Trapani 0-0;
- 19 settembre: Trapani-Vigor Lamezia 3-0 (Ciaramella-Barraco, rig.-Cavataio);
- 26 settembre: Molfetta-Trapani 1-2 (Pilò-Barraco-Vasari);
- 3 ottobre: Trapani-Akragas 1-2 (Castiglione-Barraco-Castiglione);
- 10 ottobre: Formia-Trapani 1-1 (Capizzi-Luceri, rig.);
- 17 ottobre: Trapani-Astrea 1-2 (Barraco, rig.-Centrone-Greco);
- 24 ottobre: Trapani-Monopoli 3-0 (Cavataio-Barraco-Vasari);
- 7 novembre: Battipagliese-Trapani (a Castelnuovo di Conza, c. n.) 1-0 (Esposito);
- 14 novembre: Trapani-Sora 4-0 (Barraco-Capizzi-Capizzi-Barraco);
- 21 novembre: Catanzaro-Trapani 1-2 (Marzi, rig.-Campanella-Barraco);
- 28 novembre: Trapani-Licata 1-1 (Matrone-Capizzi);
- 5 dicembre: Cerveteri-Trapani 1-2 (Cavataio-Capizzi-Pomponi);
- 12 dicembre: Trapani-Sangiuseppese 1-0 (Azzarelli);
- 19 dicembre: Savoia-Trapani 0-1 (Giacomarro, rig.);
- 16 gennaio: Trapani-Trani 1-1 (Vasari-Cipriani);
- 23 gennaio: Bisceglie-Trapani 0-2 (Barraco-Vasari);
- 30 gennaio: Trapani-Fasano 0-0;

#### Girone di ritorno
- 6 febbraio: Trapani-Turris 4-0 (Capizzi-Vasari-Vasari-De Sio);
- 13 febbraio: Vigor Lamezia-Trapani 3-3 (De Sio-Vasari-Bassarelli-Galeano, rig.-Barraco-Bassarelli);
- 20 febbraio: Trapani-Molfetta 1-0 (Barraco, rig.);
- 6 marzo: Akragas-Trapani 1-1 (Conte-Pacioni, aut.);
- 13 marzo: Trapani-Formia 1-0 (Vasari);
- 20 marzo: Astrea-Trapani 4-2 (Barraco, rig.-Mattiuzzo-Polidori-Cordelli-Scichilone-Ferretti, rig.);
- 27 marzo: Monopoli-Trapani 0-0;
- 10 aprile: Trapani-Battipagliese 2-0 (Esposito-Ciaramella);
- 17 aprile: Sora-Trapani 2-0 (Luiso-Luiso);
- 24 aprile: Trapani-Catanzaro 1-0 (Vasari);
- 1º maggio: Licata-Trapani 0-0;
- 15 maggio: Trapani-Cerveteri 3-0 (Campanella-Vasari-Capizzi);
- 22 maggio: Sangiuseppese-Trapani 0-0;
- 29 maggio: Trapani-Savoia 1-0 (Barraco, rig.);
- 5 giugno: Trani-Trapani 1-0 (Cipriani);
- 12 giugno: Trapani-Bisceglie 2-1 (Barraco-Chiarella-Vasari);
- 19 giugno: Fasano-Trapani 3-1 (Spada-De Napoli-De Napoli, rig.-De Napoli, rig.).

## Statistiche

### Statistiche di squadra
|  |    | Classifica Girone C | Pt | G  | V  | N  | P | GF | GS |
|  | -- | ------------------- | -- | -- | -- | -- | - | -- | -- |
|  | 1. | Trapani             | 61 | 34 | 17 | 10 | 7 | 47 | 26 |
|  | 2. | Sora                | 58 | 34 | 16 | 10 | 8 | 35 | 23 |
|  | 3. | Turris              | 58 | 34 | 15 | 13 | 6 | 45 | 31 |

### Statistiche dei giocatori
| Giocatore            | Presenze | Reti |
| -------------------- | -------- | ---- |
| Alberto Amoroso      | 5        | 0    |
| Giovanni Azzarelli   | 24       | 1    |
| Antonino Barraco     | 29       | 14   |
| Castrenze Campanella | 32       | 2    |
| Gaetano Capizzi      | 32       | 7    |
| Filippo Cavataio     | 29       | 3    |
| Rosario Cervillera   | 1        | 0    |
| Andrea Ciaramella    | 28       | 2    |
| Salvatore De Sio     | 25       | 2    |
| Antonio Di Meo       | 16       | 0    |
| Mattia Esposito      | 25       | 1    |
| Massimo Formisano    | 27       | 0    |
| Domenico Giacomarro  | 28       | 1    |
| Giovanni Guaiana     | 30       | 0    |
| Gianluca Pizzurro    | 1        | 0    |
| Nicola Polessi       | 4        | 0    |
| Massimo Scichilone   | 11       | 1    |
| Marco Scifo          | 5        | 0    |
| Saverio Spada        | 20       | 1    |
| Salvatore Tedesco    | 23       | 0    |
| Sandro Telami        | 1        | 0    |
| Gaetano Vasari       | 33       | 11   |